# ヘンリー四世 第1部

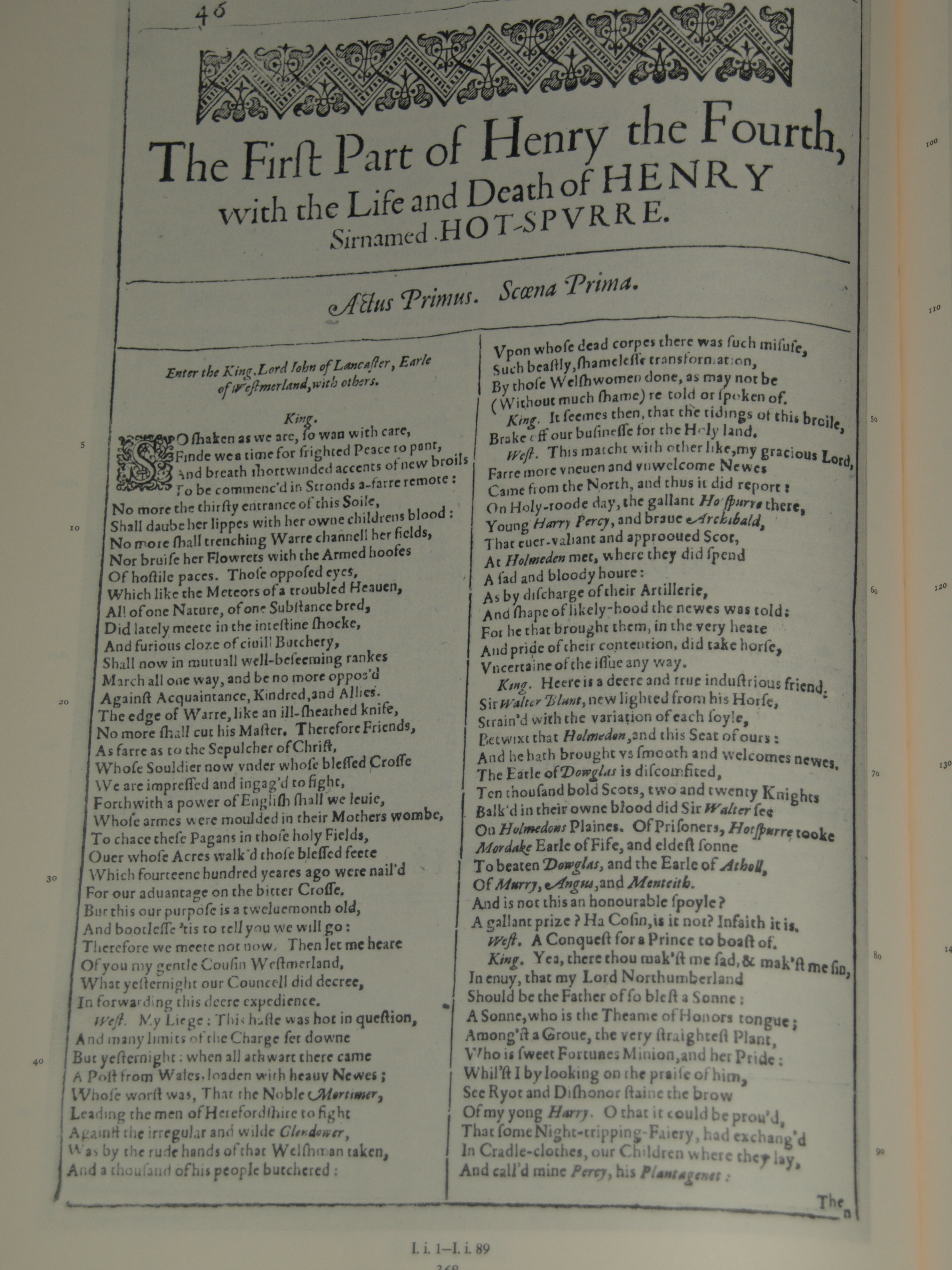
1623年の「ファースト・フォリオ」から『ヘンリー四世 第1部』の表紙の複写

『ヘンリー四世 第1部』（ヘンリーよんせい だいいちぶ、Henry IV, Part 1）は、ウィリアム・シェイクスピア作の歴史劇。遅くとも1597年までには書かれたと信じられている。シェイクスピアの第2四部作ヘンリアド（『リチャード二世』『ヘンリー四世 第1部』『ヘンリー四世 第2部』『ヘンリー五世』）の2作目にあたる。1402年のホットスパーとダグラス伯アーチボルドとのホームドンの丘の戦いから、1403年のシュルーズベリーの戦いでの反乱軍の敗北までが描かれる。最初の上演以来、観客・批評家ともに人気のある劇である。

## 材源
シェイクスピアが『ヘンリー四世 第1部』で主に材源としたのは、他の史劇同様、ラファエル・ホリンシェッドの『年代記（Chronicles）』（1587年出版の第2版）で、それが劇に「terminus ad quem（目標）」を与えた。エドワード・ホール（Edward Hall）の『ランカスター、ヨーク両名家の統一（The Union of the Two Illustrious Families of Lancaster and York）』（1542年）も参考にしたようで、研究者たちは他にも、サミュエル・ダニエル（Samuel Daniel）の薔薇戦争を題材とした詩にシェイクスピアは通じていたのではと示唆している。

## 創作年代とテキスト

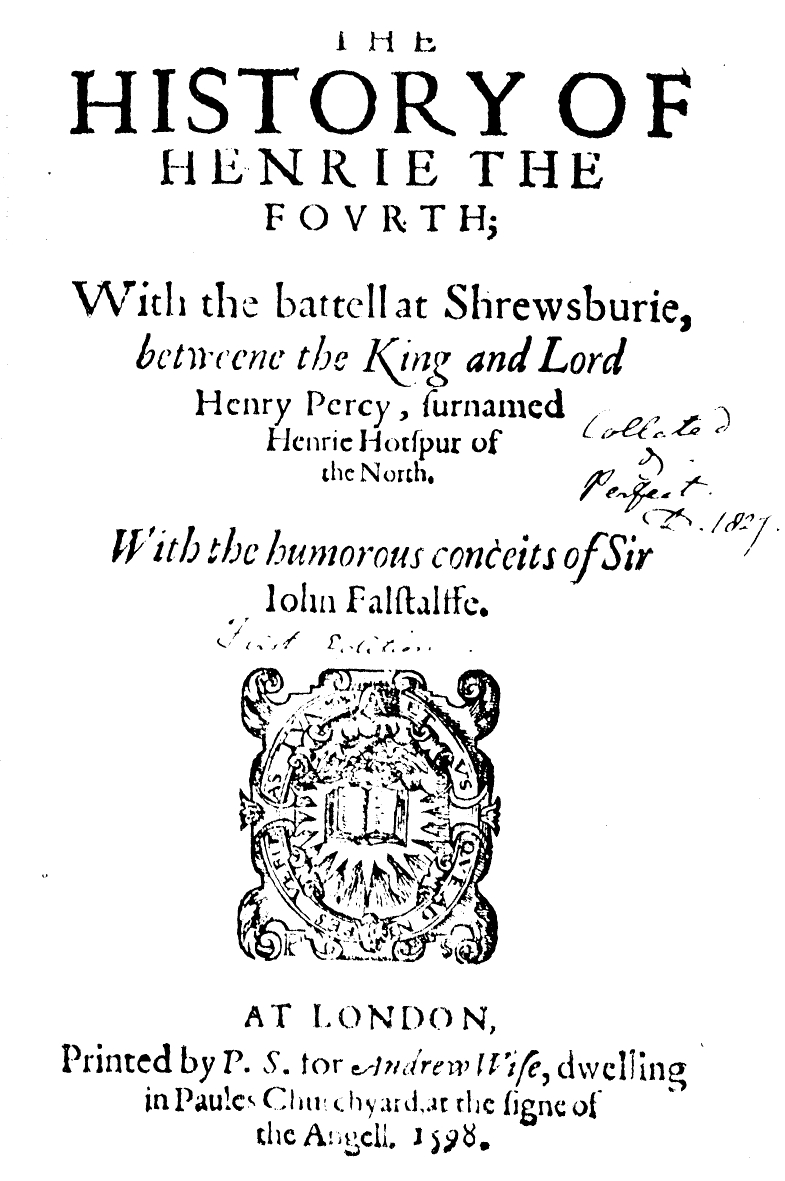
最初の四折版（1598年）の表紙

多くの引喩とフォルスタッフというキャラクターへの言及（後述）から『ヘンリー四世 第1部』が1597年までに上演されたのはほぼ間違いないが、記録に残っているもので最古の上演は、1600年3月6日の午後、宮廷で、フランドル大使を前に行われたものである。宮廷では1612年、1625年にも上演されている。書籍出版業組合の記録に登録されたのは1598年2月25日で、最初の印刷は書籍商アンドリュー・ワイズ（Andrew Wise）による「四折版」だった。『ヘンリー四世 第1部』はシェイクスピア劇の中でも大変人気があり、上演同様に「四折版」の出版も1599年、1604年、1608年、1613年、1622年、1632年、1639年と続いた。1623年には「ファースト・フォリオ」も出版された。

### ディアリング写本
ディアリング写本（Dering Manuscript。略称「ディアリングMS」。現存しているシェイクスピア劇の写本で最古のもの）では、『ヘンリー四世』2部作が単一の劇としてなっている。シェイクスピア研究家たちは、ディアリング写本は、写本が見つかったケントのプラックリー（Pluckley）で、1623年頃、古物収集家で政治家のエドワード・ディアリング（Sir Edward Dering, 1st Baronet）がおそらく家族かアマチュアで行う芝居のために編集したものであろうということで合意をみている。しかし、ディアリングMSは『ヘンリー四世』は元々は単一の劇だったが、フォルスタッフ人気につけこんで後に拡大され二部作になったことを意味しているという意見も少数ながらある。このディアリング写本は現在ワシントンD.C.のフォルガー・シェイクスピア図書館（Folger Shakespeare Library）に所蔵されている。

## 登場人物

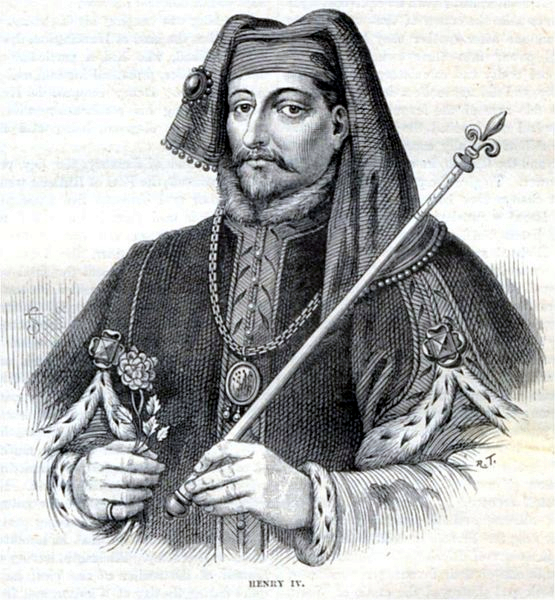
ヘンリー四世

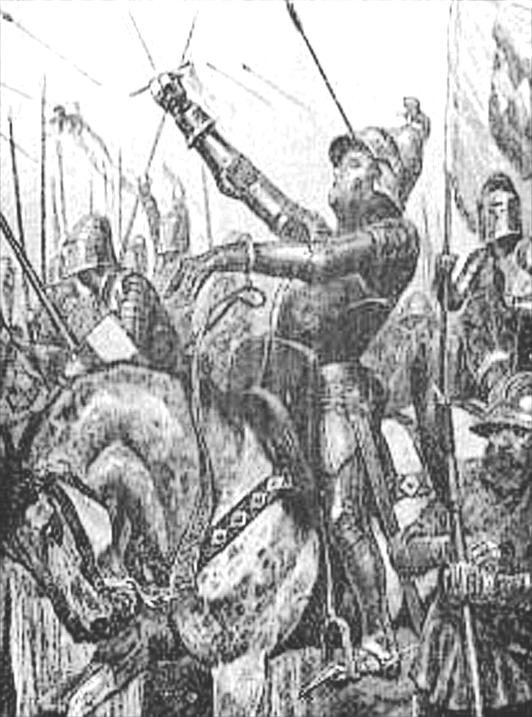
ホットスパー

- 王ヘンリー四世（KING HENRY the Fourth）
- ハル王子（HENRY, PRINCE OF WALES） - ヘンリー四世の子、のちのヘンリー五世 。
- ランカスター公ジョン（PRINCE JOHN OF LANCASTER） - ヘンリー四世の子。
- ウェストモーランド伯（EARL OF WESTMORELAND）.
- サー・ウォルター・ブラント（英語版）(SIR WALTER BLUNT）
- ウスター伯トマス・パーシー（THOMAS PERCY, EARL OF WORCESTER）
- ノーサンバランド伯ヘンリー・パーシー（HENRY PERCY, EARL OF NORTHUMBERLAND）
- ヘンリー・パーシー（HENRY PERCY） - その子。「ホットスパー（HOTSPUR）」。
- マーチ伯エドムンド・モーティマー（EDMUND MORTIMER, EARL OF MARCH）
- ヨーク大司教スクループ（SCROOP, ARCHBISHOP OF YORK）
- サー・マイケル（SIR MICHAEL） - その友人。
- ダグラス伯アーチボルド（英語版）（ARCHIBALD, EARL OF DOUGLAS）
- オウェイン・グレンダワー（ウェールズ語よみ：オワイン・グリンドゥール）（OWEN GLENDOWER）
- サー・リチャード・ヴァーノン（SIR RICHARD VERNON）
- サー・ジョン・フォルスタッフ（SIR JOHN FALSTAFF）
- ポインズ（POINS）
- ギャッズヒル（GADSHILL）
- ピートー（PETO）
- バードルフ（BARDOLPH）
- パーシー夫人（LADY PERCY） - ホットスパーの妻。
- モーティマー夫人（LADY MORTIMER） - グリンダーの娘。
- クィックリー夫人（MISTRESS QUICKLY） - イーストチープのボアーズヘッド亭の女将。
- 貴族たち、役人たち、州長官、ワイン係（フランシス）、番頭、給仕たち、運搬人たち、旅人たち、従者たち

## あらすじ
イングランド王ヘンリー四世となったヘンリー・ボリングブルックだが、その地位は盤石とは言えなかった。リチャード2世を廃位させて王冠を得たことへの王自身の心の動揺を十字軍遠征で解決しようとしたが、スコットランドおよびウェールズ両国境での騒乱によってそれもできずにいた。罪の意識はさらに、ヘンリー四世が王位に就くのを助けたパーシー家のノーサンバランド伯ならびにウスター伯、先王リチャード二世から正当な王位後継者との宣言を受けたマーチ伯エドムンド・モーティマーを冷遇した。
さらにヘンリー四世を悩ませていたのが皇太子のハル王子（後のヘンリー五世）だった。ハル王子はごろつきどもと居酒屋などで遊び回っていた。ハルの一番の親友がサー・ジョン・フォルスタッフで、でぶで呑兵衛で、もう若くもないが、そのふてぶてしい生き様は、格式ばった王宮で生きてきたハル王子には魅力的だった。
向こう見ずで勇敢なハリー・"ホットスパー"・パーシーは、父親のノーサンバランド伯、叔父のウスター伯、それにスコットランドのダグラス伯、モーティマー、ウェールズのグレンダワーと共謀して、ヘンリー四世に対して反乱を起こした。
ハル王子はヘンリー四世と、フォルスタッフも道中徴兵をしながら（しかし兵役逃れの賄賂で懐を肥やしながら）、戦場であるシュールーズベリーへ向かった。
その戦場でハル王子は同じ名前（ハリー）のホットスパーと一騎討ちの末、倒し（フォルスタッフはそれを自分の手柄に見せかけようとし）、戦いはヘンリー四世の勝利に終わった。

## テーマと解釈
最初の出版の時の題名は『ヘンリー四世記（The History of Henrie the Fourth）』で、表紙には「ヘンリー・パーシー（ホットスパー）」「ジョン・フォルスタッフ」の名前もあるが、「ハル王子」の名前は見えない。現在では、観客も役者もハル王子は成人に達しているという解釈で、この劇の真の主役はハル王子であると見ているが、それまでは、ジェームズ・クイン（James Quin）やデヴィッド・ギャリックらがホットスパーを演じたころから、ハル王子はあくまで脇役の一人でしかなかった。
「成人に達している」という解釈で、フォルスタッフとのつきあいや居酒屋の庶民生活はハル王子に人間味と、エリザベス朝の人間観を与える。最初、ハル王子は熱烈なホットスパーと較べると迫力に欠けているように見える（なお、シェイクスピアはハル王子との引き立て役のつもりでホットスパーを実際の年齢より若く、23歳くらいに描いている。ちなみにハル王子の実際の年齢は16〜17歳）。多くの人はこの歴史劇をハル王子が成長してヘンリー五世になる話と解釈することだろう。ハル王子は中世イングランドの政治活動に『聖書』などの「放蕩息子の寓話」をあてはめた、シェイクスピアの全登場人物中おそらく最も英雄的な登場人物である。しかし、ハル王子を批判的に、芽を出しかけたマキャヴェッリと見る者もいて、そう考えて読むと、それは「理想的な王」ではなく、フォルスタッフを徐々に拒否していくことは冷たい現実政策（Realpolitik）を選ぶ、ハル王子の人間性の拒否と取れる。

## オールドカースル論争

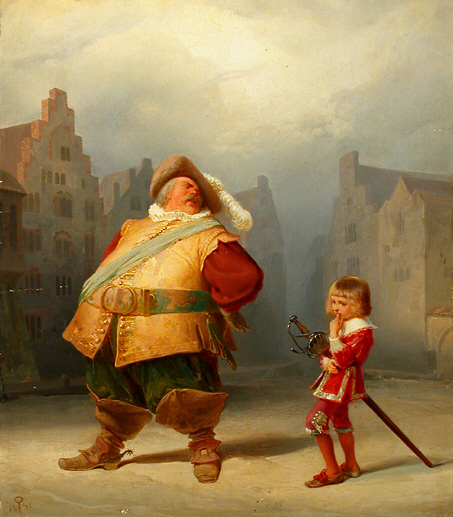
フォルスタッフと小姓（アドルフ・シュレーター画。1841年）

1597年の初演時、『ヘンリー四世 第1部』はある論争を引き起こした。現存しているテキストでは「フォルスタッフ」となっている滑稽なキャラクターは、最初は「オールドカースル（Oldcastle）」という名前で、有名なプロテスタントの殉教者のジョン・オールドカースルがそのモデルだった。この名前の変更についての言及は、リチャード・ジェームズの『Epistle to Sir Harry Bourchier』（1625年頃）や、トマス・フューラーの『Worthies of England』（1662年）に見られるし、シェイクスピア本人も『ヘンリー四世 第2部』（1600年）の第1幕第2場のフォルスタッフの台詞の1つで、喋る役名が「Falst.」でなく「Old.」になっているところがある。さらに、第3幕第2場25-26行では、フォルスタッフは「ノーフォーク公トマス・モーブレーの小姓」だったと書かれていて、それは他ならぬ本物のオールドカースルのことである。一方、『ヘンリー四世 第1部』第1幕第2場42行で、ハル王子はフォルスタッフのことを「my old lad of the castle（直訳「我が古き城の男」）」と呼んでいる。また、第1部・第2部両方の弱強五歩格詩行は、「Fal-staff」だと不規則だが、「Old-cas-tle」だと正しくなる。さらに『ヘンリー四世 第2部』のエピローグ29-32行にはわざわざ「オールドカースルは殉教したので、これはその男ではない」とわざわざ書かれてある。
名前の変更と『ヘンリー四世 第2部』のエピローグの弁明は政治的な圧力によるものと一般的に考えられている。実在のオールドカースルはプロテスタントの殉教者であるだけではなく、コブハム男爵（コバム）（Baron Cobham）という貴族で（実際には妻のジョーン・オールドカースルが第4代コブハム女男爵）、その子孫がエリザベス朝当時のイングランドにいた。第10代コブハム男爵ウィリアム・ブルックは五港長官（Lord Warden of the Cinque Ports、任期：1558年 - 1597年）、ガーター勲章騎士（1584年叙勲）、枢密院（Her Majesty's Most Honourable Privy Council）メンバーで、その息子の第11代コブハム男爵ヘンリー・ブルックは父の死後五港長官のポストに就き、1599年にはガーター勲章騎士を叙勲していた。さらにウィリアムの妻でヘンリーの母フランセス・ブルックはエリザベス1世の個人的なお気に入りだった。
ウィリアム・ブルックはシェイクスピアや同時代の演劇人に強い影響を与えていた。シェイクスピアがリチャード・バーベッジ、ウィリアム・ケンプ（William Kempe）らと1594年に結成した一座は、初代ハンスドン男爵ヘンリー・ケアリーの後援を受けたが、彼が宮内長官（宮内大臣）になったので、一座が宮内大臣一座として知られるようになったのは有名な話である。ところが、1596年7月22日にハンスドン男爵が亡くなり、代わって宮内大臣になったのがコブハム男爵ウィリアム・ブルックで、一座の友人ではなく、公的な保護も撤回した。一座はシティ・オブ・ロンドン市当局（一座をシティからずっと追い出したかった）の意のままになった。トマス・ナッシュ（Thomas Nashe）はある書簡の中で、役者たちは「市長と市会議員によって痛ましくも迫害されている」と書いている。しかし一座にとって、ひいては英文学にとって幸運だったのは、1年後にコブハム男爵が亡くなって、ハンスドン男爵の子である第2代ハンスドン男爵ジョージ・ケアリーが宮内大臣に就任したことである。こうして一座は再び後援を得ることができた。
「オールドカースル」という名前は、パテーの戦いで臆病者と取りざたされ、以前『ヘンリー六世 第1部』に登場させていた実在の人物、サー・ジョン・ファストルフ（John Fastolf）を元に、「フォルスタッフ（Falstaff）」に変更された。ファストルフは子孫を残さず死んだので、安全でもあった。
まもなくして劇作家チームが2部からなる『サー・ジョン・オールドカースル』という戯曲が1600年に出版された。この芝居ではオールドカースルの生涯がヒロイックに描かれている。

## 映画化
- オーソン・ウェルズ監督・主演の『オーソン・ウェルズのフォルスタッフ（英語版）』（1965年）は『ヘンリー四世』2部作を圧縮して、反対に『ヘンリー五世』のシーンと『リチャード二世』と『ウィンザーの陽気な女房たち』の台詞を追加して作られた。ウェルズがフォルスタッフを演じ、ジョン・ギールグッドがヘンリー四世を、キース・バクスター（英語版）がハル王子を、マーガレット・ラザフォードがクィックリー夫人を、ノーマン・ロッドウェイ（英語版）がホットスパーをそれぞれ演じた。
- 『ヘンリー五世』（1989年）の中に『ヘンリー四世』のシーンがフラッシュバックとして出てくる。ロビー・コルトレーンがフォルスタッフを、ケネス・ブラナーが若き日のハル王子をそれぞれ演じた。
- ガス・ヴァン・サントの『マイ・プライベート・アイダホ』（1991年）は、厳密にではないが『ヘンリー四世 第1部』をベースにしている。
- 2012年にはBBCがテレビ映画シリーズ『ホロウ・クラウン/嘆きの王冠』の一篇として製作した。

## 日本語訳
- 坪内逍遥訳 早稲田大学出版部 1919、のち名著普及会ほか
- 中野好夫訳『世界古典文学全集　シェイクスピア』筑摩書房 1965 のち岩波文庫
- 福田恆存訳『シェイクスピア全集』新潮社 1967
- 小田島雄志訳 白水社 1978、白水Uブックス 1983
- 松岡和子訳 ちくま文庫 2013

### 日本語訳テキスト
- ヘンリー四世 第1部 - 坪内逍遥訳（新樹社 のち名著普及会）
- ヘンリー四世 第一部 - 小田島雄志訳「全集」（解説：渡辺喜之、白水社 のち白水Uブックス）
- ヘンリー四世 - 福田恆存訳「全集」（新潮社）
- ヘンリー四世 第1部 - 中野好夫訳（岩波文庫）
- ヘンリー四世 全二部 - 松岡和子訳「全集」（ちくま文庫）